# 22352 Fujiwarakenjiro
22352 Fujiwarakenjiro è un asteroide della fascia principale. Scoperto nel 1992, presenta un'orbita caratterizzata da un semiasse maggiore pari a 2,4394112 au e da un'eccentricità di 0,2007301, inclinata di 3,74165° rispetto all'eclittica.